# Bessie Carter
Bessie Carter, född 25 oktober 1993 i London, är en brittisk skådespelare.
Carter har bland annat medverkat i TV-serierna Familjen Bridgerton och I Hate Suzie.

## Filmografi (i urval)
- 2022 – I Hate Suzie (TV-serie)
- 2020–2024 – Familjen Bridgerton (TV-serie)